# Бобров, Александр Михеевич
Александр Михеевич Бобров — советский хозяйственный, государственный и политический деятель.

## Биография
Родился в 1907 году в посёлке Верхнесергинский завод Красноуфимского уезда Пермской губернии. Член КПСС.
С 1922 года — на хозяйственной, общественной и политической работе. В 1922—1953 гг. — рассыльный, ученик, в РККА, слесарь, секретарь Тагильского горкома ВЛКСМ, секретарь Свердловского горкома ВЛКСМ, заместитель секретаря, 2-й, ответственный секретарь Нытвенского райкома ВКП (б), начальник жилищного управления, ЖКУ, директор школы ФЗУ Лысьвенского завода, заведующий организационно-инструкторским отделом, 1-й секретарь Лысьвенского горкома ВКП(б), первый секретарь Краснокамского горкома ВКП(б), секретарь Молотовского обкома ВКП (б), первый секретарь Молотовского горкома КПСС
Делегат XIX съезда КПСС.
Умер в марте 1954 года.